# Pirdop Gate
Pirdop Gate (in lingua bulgara: Пирдопска порта, Pirdopska porta) è un valico montano antartico largo circa 250 m, compreso tra Maritsa Peak e Atanasoff Nunatak nel settore orientale del Bowles Ridge, nell'Isola Livingston, che fa parte delle Isole Shetland Meridionali, in Antartide. 
Il passo è posto ad un'altitudine di 376 m sul lato settentrionale adiacente al Ghiacciaio Struma e a 261 m sul lato adiacente al Ghiacciaio Huron. Fa parte del percorso che collega la parte mediana del Ghiacciaio Huron con le pendici superiori del Ghiacciaio Kaliakra. Il valico è stato attraversato per la prima volta il 28 dicembre 2004 dai bulgari Lyubomir Ivanov e Doychin Vasilev partiti dal Campo Accademia nel corso della spedizione Tangra 2004/05.
La denominazione è stata assegnata in onore della cittadina di Pirdop, situata nella parte centrale della Bulgaria, non lontano dalla capitale Sofia.

## Localizzazione
Il valico è posizionato alle coordinate 62°36′54″S 60°07′40″W, 6,82 km a est-nordest di Orpheus Gate, 3,25 km a est di Omurtag Pass, 2,16 km a sudest di Yankov Gap, 5,86 km a nordovest di Karnobat Pass e 3,44 km a nord-nordest della Lozen Saddle.
Rilevazione topografica bulgara nel corso della spedizione investigativa Tangra 2004/05 e mappatura nel 2005 e 2009.

## Mappe
- L.L. Ivanov et al. Antarctica: Livingston Island and Greenwich Island, South Shetland Islands. Scale 1:100000 topographic map. Sofia: Antarctic Place-names Commission of Bulgaria, 2005.
- L.L. Ivanov. Antarctica: Livingston Island and Greenwich, Robert, Snow and Smith Islands. Scale 1:120000 topographic map.  Troyan: Manfred Wörner Foundation, 2009.  ISBN 978-954-92032-6-4